# Collisione aerea dell'insenatura di George
La collisione aerea dell'insenatura di George è avvenuta il 13 maggio 2019 tra un idrovolante De Havilland Canada DHC-2 Beaver operato dalla Mountain Air Service e un idrovolante De Havilland Canada DHC-3 Otter della Taquan Air nei pressi dell'insenatura di George, Alaska, Stati Uniti. Il DHC-2 si ruppe a mezz'aria con la morte di tutti e quattro i passeggeri e del pilota. Il pilota del DHC-3 riuscì a mantenere il controllo parziale, ma l'aereo subì seri danni nella collisione e nel successivo atterraggio forzato; il pilota riportò ferite lievi, nove passeggeri ferite gravi e un passeggero morì. Entrambi gli aerei stavano effettuando voli panoramici secondo le regole del volo a vista, le quali stabiliscono che il pilota di ciascun aereo è responsabile di garantire visivamente un'adeguata separazione dal resto del traffico aereo.
Nell'aprile 2021, il National Transportation Safety Board (NTSB) ha attribuito l'incidente ai "limiti intrinseci del concetto di vedere ed evitare, insieme all'assenza di avvisi dai sistemi di visualizzazione del traffico di entrambi gli aerei". A causa dell'angolo di avvicinamento, la vista del pilota del DHC-2 era oscurata dalla struttura dell'aereo e dal passeggero seduto sul sedile di destra, mentre il DHC-2 era bloccato dalla vista del pilota del DHC-3 dal montante del finestrino anteriore sinistro. Entrambi gli aerei erano dotati di sistemi di allarme traffico ADS-B (Automatic Dependent Surveillance–Broadcast), ma la funzione di allarme automatico del DHC-3 era stata disabilitata da un cambio di equipaggiamento, mentre le funzioni di allarme del sistema DHC-2 non si attivavarono perché l'avionica del DHC-3 non trasmetteva l'altitudine dell'aereo. L'NTSB ha anche identificato come fattori determinanti l'inadeguata lista di controllo pre-volo di Taquan Air e l'incapacità della Federal Aviation Administration di richiedere alla stessa Taquan di implementare un Safety Management System.

## Aerei ed equipaggi
Il primo aereo coinvolto nell'incidente era un idrovolante de Havilland Canada DHC-2 Beaver, numero di registrazione N952DB, numero di serie 237, di proprietà e gestito dalla Mountain Air Service LLC dal 2012. Venne prodotto nel 1951 ed aveva 16 452 ore di volo totali al momento della sua più recente ispezione annuale avvenuta il 16 aprile 2019. Il secondo aereo coinvolto era un idrovolante de Havilland Canada DHC-3 Turbine Otter, numero di registrazione N959PA, numero di serie 159, prodotto nel 1956 e di proprietà di Pantechnicon Aviation Ltd. dal 2012. Era gestito da Taquan Air dal 2016 ed aveva 30 297 ore di funzionamento rilevate durante l'ultima ispezione annuale il 30 aprile 2019. Entrambi gli aerei stavano effettuando voli turistici locali nell'area del Misty Fiords National Monument per dei passeggeri di una nave da crociera della Princess Cruises attraccata al porto di Ketchikan, e operavano come voli turistici su richiesta secondo le regole del volo a vista (VFR). Nessuno degli aerei trasportava, né era tenuto a trasportare, un registratore vocale in cabina di pilotaggio o un registratore dei dati di volo.
Il pilota del DHC-2 aveva 46 anni ed era in possesso del certificato di pilota commerciale e di istruttore di volo, abilitazione per idrovolanti con motore singolo o multimotore e certificato medico di seconda classe valido senza limitazioni. Non è stato possibile ritrovare i suoi dati di volo personali, ma durante l'ultima visita medica aveva registrato circa 11 000 ore di volo. Era il proprietario e unico pilota della Mountain Air Service.
Il pilota del DHC-3 aveva 60 anni e possedeva un certificato di pilota di trasporto aereo e un certificato di istruttore di volo, un'abilitazione per idrovolanti monomotore e un certificato medico di prima classe valido con una limitazione che richiedeva lenti correttive. Era stato assunto da Taquan Air nel 2018 e volava per la compagnia aerea principalmente durante i mesi estivi. Secondo i registri di Taquan, aveva circa 25 000 ore di volo, di cui circa 15.000 come pilota in comando.

## Passeggeri
Nove passeggeri del DHC-3 riportarono ferite gravi e un passeggero perse la vita; tutti e quattro i passeggeri del DHC-2 morirono. Sei feriti vennero ricoverati in un ospedale locale mentre altre quattro furono trasferiti a Seattle.
I corpi di tre occupanti del DHC-2 furono recuperati dall'acqua subito dopo l'incidente e gli altri due furono ritrovati in un'area boscosa vicino alla costa il giorno successivo. Il medico legale stabi che la causa della morte di tutti e cinque gli occupanti del DHC-2 era da attribuire a un trauma da corpo contundente.
Il passeggero del sedile anteriore del DHC-3 è stato trovato sott'acqua, ancora legato al suo sedile tra i rottami dell'aereo; si è stabilito che la sua causa principale di morte sia stato un trauma da corpo contundente mentre l'annegamento fu solo un fattore che contribuì al decesso.

## L'incidente

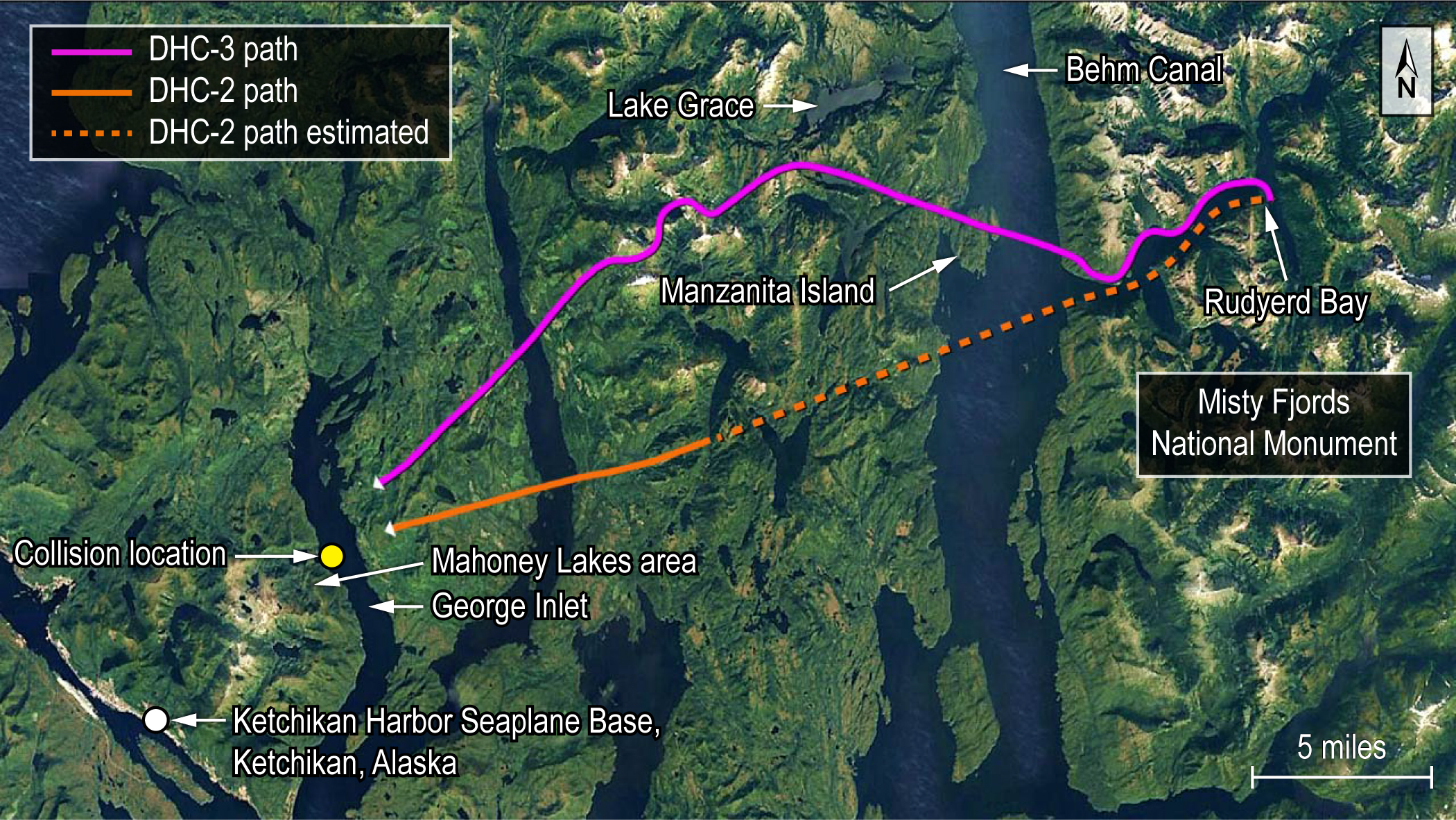
Illustrazione NTSB delle traiettorie di volo dell'N952DB (linea arancione) e dell'N959PA (linea rosa) prima della collisione

Entrambi gli aerei stavano tornando all'idroscalo del porto di Ketchikan che si trovava a circa 7 miglia (11 km) a sud-ovest dalla loro posizione. Il DHC-2 volava a 107 nodi (198 km/h) ad un'altitudine di circa 3 350 piedi (1 020 m) sul livello medio del mare, mentre il DHC-3 stava gradualmente scendendo a 126 nodi (233 km/h) da un'altitudine di 3 700 piedi (1 100 m). Prevalevano le condizioni meteorologiche visive. Il DHC-3 era dotato di un sistema di avviso di collisione con sorveglianza dipendente automatica – trasmissione (ADS-B), ma il pilota non ricevette alcun avviso di collisione prima di vedere un "lampo" alla sua sinistra e i due aerei si scontrarono alle 12:21 ora locale ad un'altitudine di circa 3 350 piedi (1 020 m). Secondo quanto riferito da uno dei passeggeri del DHC-3, questi aveva visto l'altro aereo prima della collisione e aveva gridato "Tirati su! Tirati su!" prima dell'impatto. La collisione ruppe il parabrezza e separò la portiera posteriore sinistra dal DHC-3.
Il DHC-2 si ruppe a mezz'aria, creando un campo di detriti di circa 610 metri per 305 metri a circa 1,75 miglia (2,82 km) a sud-ovest del luogo dello schianto del DHC-3. La fusoliera, l'impennaggio e la struttura della cabina del DHC-2 furono separati l'uno dall'altro e l'ala destra mostrava danni coerenti con gli impatti dell'elica. Il pilota e tutti e 4 i passeggeri rimasero uccisi.
Il DHC-3 inclinò di circa 40 gradi con il muso verso il basso, ma il pilota fu in grado di mantenere un controllo parziale ed eseguire una richiamata di atterraggio prima di atterrare. All'atterraggio, l'aereo tremò violentemente, i galleggianti si separarono dall'aereo e la cabina si allagò immediatamente attraverso l'apertura della porta posteriore sinistra e il parabrezza rotto e iniziò ad affondare. Il pilota riportò ferite alla testa nella collisione e nell'atterraggio, ma riuscì ad aprire il portellone posteriore destro e ad aiutare i passeggeri a uscire. Il pilota e i passeggeri sopravvissuti furono salvati da un diportista che avvisò immediatamente la Guardia costiera degli Stati Uniti e traghettò i sopravvissuti a riva prima dell'arrivo di una barca e di un elicottero della Guardia costiera. La passeggera sul sedile anteriore destro rimase gravemente ferita e fu vista immobile e accasciata sul sedile mentre l'aereo affondava.
Il DHC-3 si posò a circa 80 piedi (24 m) sott'acqua. La fusoliera anteriore della paratia che separa la cabina passeggeri dalla cabina di pilotaggio venne trovata per lo più staccata dalla fusoliera posteriore e il lato sinistro della fusoliera anteriore era più gravemente danneggiato rispetto al lato destro. Due pale dell'elica erano parzialmente rotte, mentre tutte e tre erano piegate e scavate in modo coerente con un forte contatto rotatorio con un oggetto solido ed erano imbrattate di vernice bianca.

## Conseguenze
Il defunto pilota del DHC-2 era il proprietario e unico pilota della Mountain Air Service e la compagnia cessò le operazioni dopo l'incidente. Una settimana dopo, il 20 maggio, il volo Taquan Air 20 precipitò e la compagnia aerea sospese tutti i voli a partire dal giorno successivo. Dopo un revisione da parte delle autorità competenti, Taquan riprese il servizio cargo il 23 maggio, i voli passeggeri di linea il 31 maggio e le visite turistiche su richiesta il 3 giugno.

## Le indagini
Il National Transportation Safety Board (NTSB) ha immediatamente avviato un'indagine sull'incidente. Un rapporto preliminare sull'incidente dell'NTSB è stato pubblicato il 22 maggio 2019.
In una riunione tenutasi il 20 aprile 2021, l'NTSB ha attribuito l'incidente ai "limiti intrinseci del concetto di vedere ed evitare insieme all'assenza di avvisi dai sistemi di visualizzazione del traffico di entrambi gli aerei". L'NTSB ha esaminato l'Automatic Dependent Surveillance–Broadcast (ADS-B), i dati registrati dall'avionica dell'aereo dell'incidente e le foto scattate dai passeggeri dell'aereo dell'incidente. L'NTSB ha scoperto che il DHC-2 era salito gradualmente e si era livellato si trovava a un'altitudine di 1.020 m (3.350 piedi) e con una rotta di circa 255°, mentre il DHC-3 stava scendendo da 1.200 m (4.000 piedi) su una rotta compresa tra 224° e 237°. L'agenzia ha stabilito che il pilota del DHC-2 non sarebbe stato in grado di vedere il DHC-3 avvicinarsi dalla sua destra a causa della struttura della cabina di pilotaggio del DHC-2, dell'ala destra e del passeggero seduto sul sedile anteriore destro. mentre il montante del finestrino anteriore sinistro del DHC-3 ha oscurato il DHC-2 dalla vista del pilota per 11 secondi prima della collisione.
Entrambi gli aerei erano dotati di Cockpit Display of Traffic Information (CDTI) basato su ADS-B. Tuttavia, un aggiornamento dell'attrezzatura fornito dalla FAA al sistema Garmin GSL 71 nel DHC-3, implementato a causa della graduale eliminazione del programma Capstone della FAA, aveva disabilitato la funzione di avviso acustico del traffico. Inoltre, la funzione di trasmissione dell'altitudine-pressione del GSL 71 era disabilitata perché la manopola di controllo era impostata sulla posizione OFF e la lista di controllo prevolo della Taquan Air (che elencava il nome di un operatore diverso) non richiedeva al pilota di impostare la manopola su la posizione appropriata per trasmettere l'altitudine di pressione. Secondo i dati esaminati dall'NTSB, il DHC-3 non trasmetteva l'altitudine di pressione dal 29 aprile 2019. L'assenza di trasmissioni di altitudine di pressione ha effettivamente disabilitato le funzionalità di avviso automatico nell'app mobile ForeFlight CDTI utilizzata dal pilota del DHC-2, che non è stato progettato per fornire avvisi quando l'aereo bersaglio non trasmette l'altitudine di pressione. La mancanza di avvertimenti acustici o visivi dedicati ha lasciato entrambi i piloti dipendenti dal controllo visivo periodico dei loro schermi CDTI.
L'NTSB ha raccomandato alla FAA di richiedere agli operatori della Parte 135 di implementare il Safety Management System, che avrebbero potuto mitigare la mancanza di capacità di allarme del CDTI nel Taquan DHC-3, e ha spinto la compagnia aerea ad aggiornare la sua lista di controllo prevolo per includere le impostazioni CDTI appropriate. Inoltre, l'NTSB ha raccomandato a ForeFlight di aggiornare il proprio software in modo tale che gli avvisi automatici vengano forniti per impostazione predefinita quando l'aereo bersaglio non trasmette l'altitudine di pressione.

## Nella cultura di massa
L'incidente sarà oggetto di una puntata della serie di documentari canadesi Indagini ad alta quota della stagione 24.